# Max Theuer
Maximilian Theuer (* 7. Dezember 1878 in Wien; † 26. Juni 1949 ebenda) war ein österreichischer Architekt und Bauforscher.

## Leben
Max Theuer, geboren als Sohn des Architekten Franz Xaver Theuer, studierte nach dem Besuch eines Gymnasiums in Wien an der Technischen Hochschule Wien und promovierte 1912 mit einer Arbeit über Leon Battista Alberti. Bereits während seines Studiums unternahm er mehrere Studienreisen nach Italien, Griechenland und in die Türkei und arbeitete 1903 und 1910 an den Ausgrabungen des Österreichischen Archäologischen Instituts in Ephesos mit.
Von 1903 bis 1911 war Theuer in der Niederösterreichischen Statthalterei tätig, wo er an mehreren Projekten beteiligt war.
Nach seiner Promotion wechselte Theuer als Assistent an die Lehrkanzel für Baukunst der Technischen Hochschule (TH) Wien, wo er sich 1919 über den griechisch-dorischen Peripteraltempel habilitierte. Zunächst war Theuer parallel zu seiner Universitätslaufbahn als freier Architekt tätig und zeichnete – zumeist in Gemeinschaftsarbeiten – für mehrere Wohn- und Geschäftsbauten sowie für öffentliche Bauten verantwortlich, konzentrierte sich in weiterer Folge jedoch zunehmend auf seine Lehr- und Forschungstätigkeit.
Von 1919 bis 1921 hatte Theuer in Vertretung von Max Fabiani die Lehrkanzel für Baukunst an der TH Wien inne, ab 1921 war er außerordentlicher Professor für architektonische Formenlehre. Von 1924 bis zu seiner Emeritierung im Jahr 1948 war Theuer ordentlicher Professor für Baugeschichte, architektonische Formenlehre und Baukunst an der TH Wien.
Von 1926 bis 1935 nahm Theuer wiederum an den Ausgrabungskampagnen des Österreichischen Archäologischen Instituts in Ephesos teil. Neben Rekonstruktionszeichnungen zahlreicher Gebäude verfasst er auch Beiträge zu den Publikationen der Celsusbibliothek und des Mausoleums von Belevi. Er wurde am Wiener Zentralfriedhof bestattet.
Nach Max Theuer ist eine Gasse im 22. Wiener Gemeindebezirk benannt.

## Schriften
- Leon Battista Alberti: De re aedificatoria. Zehn Bücher über Baukunst. Originalausgabe: Florenz 1485 Ins Deutsche übertragen, eingeleitet und mit Anmerkungen und Zeichnungen versehen von Max Theuer. Wien 1912; Neudruck Darmstadt 2005.
- Der griechisch-dorische Peripteraltempel. Ein Beitrag zur antiken Proportionslehre. Berlin 1918.
- Der Altar des Artemisions zu Magnesia am Mäander. Eine Hermogenes-Studie. Archäologisches Institut des Deutschen Reiches, Zweigstelle Wien, Wien o. J.
- Der Sarkophag des Celsus. In: Die Bibliothek. (= Forschungen in Ephesos. Band 5). Wien 1944; 2. Auflage ebenda 1953.
- Das Bauwerk und seine Wiederherstellung. In: C. Praschniker, M. Theuer (Hrsg.): Das Mausoleum von Belevi. (= Forschungen in Ephesos. Band 6). Wien 1979.

## Realisierungen
- 1926–1927: mit Erwin Böck: Amtshaus Edlitz